# Tenodera brevipennis
Tenodera brevipennis är en bönsyrseart som beskrevs av Henri Saussure 1871. Tenodera brevipennis ingår i släktet Tenodera och familjen Mantidae. Inga underarter finns listade i Catalogue of Life.